# فهرست فرودگاه‌های ناحیه کالگری
این مقاله شامل فرودگاه‌های کالگری، آلبرتا، کانادا است.

## فرودگاه‌ها
| نام فرودگاه                      | ایکائو/TC موقعیت‌یاب/یاتا | مکان                        | مختصات                                                          |
| -------------------------------- | ------------------------ | --------------------------- | --------------------------------------------------------------- |
| فرودگاه بین‌المللی کالگری         | CYYC (YYC)               | کالگری                      | ۵۱°۰۶′۵۰″ شمالی ۱۱۴°۰۱′۱۳″ غربی / ۵۱٫۱۱۳۸۹°شمالی ۱۱۴٫۰۲۰۲۸°غربی |
| فرودگاه صحرایی کالگاری/چریستینسن | CRS3                     | Okotoks                     | ۵۰°۴۷′۵۸″ شمالی ۱۱۴°۰۳′۰۴″ غربی / ۵۰٫۷۹۹۴۴°شمالی ۱۱۴٫۰۵۱۱۱°غربی |
| محله هوایی کالگاری/اوکوتوکس      | CFX2                     | Okotoks                     | ۵۰°۴۴′۰۷″ شمالی ۱۱۳°۵۶′۰۵″ غربی / ۵۰٫۷۳۵۲۸°شمالی ۱۱۳٫۹۳۴۷۲°غربی |
| منطقه هوایی کالگاری/اوکوتوکس     | CRF4                     | Okotoks                     | ۵۰°۴۵′۵۳″ شمالی ۱۱۳°۵۷′۲۹″ غربی / ۵۰٫۷۶۴۷۲°شمالی ۱۱۳٫۹۵۸۰۶°غربی |
| فرودگاه کالگری                   | CYBW (YBW)               | Springbank                  | ۵۱°۰۶′۱۹″ شمالی ۱۱۴°۲۲′۱۷″ غربی / ۵۱٫۱۰۵۲۸°شمالی ۱۱۴٫۳۷۱۳۹°غربی |
| فرودگاه کالگاری/ایردری           | CEF4                     | ایردری                      | ۵۱°۱۵′۵۰″ شمالی ۱۱۳°۵۶′۰۴″ غربی / ۵۱٫۲۶۳۸۹°شمالی ۱۱۳٫۹۳۴۴۴°غربی |
| فرودگاه چستر                     | CFX8                     | Chestermere                 | ۵۱°۰۲′۳۰″ شمالی ۱۱۳°۵۶′۰۴″ غربی / ۵۱٫۰۴۱۶۷°شمالی ۱۱۳٫۹۳۴۴۴°غربی |
| فرودگاه دا وینتون/سووت کلگری     | CEH4                     | De Winton                   | ۵۰°۴۹′۱۹″ شمالی ۱۱۳°۴۵′۰۶″ غربی / ۵۰٫۸۲۱۹۴°شمالی ۱۱۳٫۷۵۱۶۷°غربی |
| فرودگاه چادل                     | CFQ4                     | Northwest 7.41km of Cheadle | ۵۱°۰۳′۲۷″ شمالی ۱۱۳°۳۷′۲۵″ غربی / ۵۱٫۰۵۷۵۰°شمالی ۱۱۳٫۶۲۳۶۱°غربی |

## بالگردگاه‌ها
| نام فرودگاه                                 | ایکائو/TC موقعیت‌یاب/یاتا | مکان                         | مختصات                                                          |
| ------------------------------------------- | ------------------------ | ---------------------------- | --------------------------------------------------------------- |
| Calgary (Bow Crow) Heliport                 | CEP2                     | کالگری                       | ۵۱°۰۶′۱۰″ شمالی ۱۱۴°۱۲′۵۲″ غربی / ۵۱٫۱۰۲۷۸°شمالی ۱۱۴٫۲۱۴۴۴°غربی |
| Calgary (City/Bow River) Heliport           | CEL2                     | کالگری                       | ۵۱°۰۳′۱۰″ شمالی ۱۱۴°۰۴′۴۴″ غربی / ۵۱٫۰۵۲۷۸°شمالی ۱۱۴٫۰۷۸۸۹°غربی |
| Calgary (Eastlake) Heliport                 | CEL9                     | کالگری                       | ۵۰°۵۷′۱۸″ شمالی ۱۱۳°۵۸′۲۲″ غربی / ۵۰٫۹۵۵۰۰°شمالی ۱۱۳٫۹۷۲۷۸°غربی |
| Calgary (Foothills Medical Centre) Heliport | CFP3                     | St. Andrews Heights، کالگری  | ۵۱°۰۳′۵۶″ شمالی ۱۱۴°۰۸′۰۰″ غربی / ۵۱٫۰۶۵۵۶°شمالی ۱۱۴٫۱۳۳۳۳°غربی |
| Calgary (Rockyview Hospital) Heliport       | CEM2                     | west of Kelvin Grove، کالگری | ۵۰°۵۹′۱۸″ شمالی ۱۱۴°۰۵′۵۳″ غربی / ۵۰٫۹۸۸۳۳°شمالی ۱۱۴٫۰۹۸۰۶°غربی |
| Calgary (Westport) Heliport                 | CFQ2                     | کالگری                       | ۵۱°۰۲′۱۲″ شمالی ۱۱۴°۱۱′۴۴″ غربی / ۵۱٫۰۳۶۶۷°شمالی ۱۱۴٫۱۹۵۵۶°غربی |
| De Winton (Highwood) Heliport               | CED6                     | De Winton                    | ۵۰°۴۸′۱۱″ شمالی ۱۱۳°۵۳′۳۴″ غربی / ۵۰٫۸۰۳۰۶°شمالی ۱۱۳٫۸۹۲۷۸°غربی |